# Операція «Сусанна»
Операція «Сусанна» — диверсійна операція, спланована ізраїльською військовою розвідкою АМАН в липні 1954 року і спрямована проти Єгипту.
Ідея полягала в тому, щоб за допомогою підпільної мережі, що складається із завербованих Ізраїлем єгипетських євреїв, влаштувати в Каїрі і Александрії серію терористичних актів проти американських та британських установ таким чином, щоб підозри лягли на ісламістську групу «Брати-мусульмани», комуністів або інші націоналістичні угруповання. Цим самим Ізраїль сподівався зірвати переговори Єгипту та Великої Британії про виведення британських військ із зони Суецького каналу. Вихід британців та вивід британських військ із цієї геостратегічної зони було не в інтересах військової безпеки Ізраїлю, так як це ставило Ізраїль під пряму загрозу з боку Єгипту.
Операція була розкрита і зірвана єгипетськими спецслужбами, організатори теракту були заарештовані, віддані єгипетському суду і засуджені.
Сама операція викликала політичний скандал в Ізраїлі, який тривав з 1954 по 1960 рік і став відомий як «Справа Лавона», а сама операція отримала назву «Ганебна справа» (івр. Есек біш).

## Політичні передумови

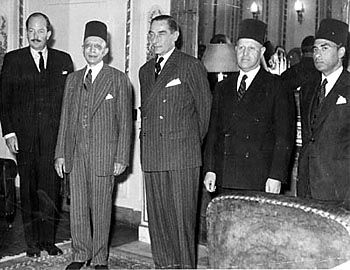
1-й день британсько-єгипетських мирних переговорів, що почалися 26 березня 1952 року, про о вивід британських військ із зони Суецького каналу

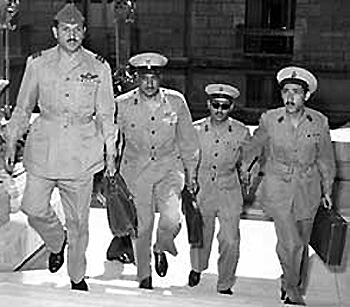
Прийшовши до влади в 1952 р., «„Вільні офіцери“» під керівництвом Мухаммеда Наґіба та Ґамаля Абдель Насера поставили перед собою ціль домогтися виводу британських військ з Єгипту.

На початку 1950-х років єгипетський народно-визвольний рух проти присутності британських військових сил в Єгипті, і особливо в зоні Суецького каналу, набула насильницького характеру. 25 січня 1952 року британці напали на єгипетський відділ поліції в Ісмаїлії в зоні каналу. При цьому близько 50 єгипетських поліцейських було вбито і близько сотні було поранено. Внаслідок розпочалися масові протести та насильства проти британців. 23 липня 1952 членами патріотичного руху «Вільних офіцерів» під керівництвом Мухаммеда Наґіба та Ґамаля Абдель Насера було здійснено військовий переворот, відомий як «Липнева революція», в результаті якого була скинута правляча монархія єгипетського короля Фарука І і проголошена республіка.
На тлі внутрішньої політичної боротьби продовжувалися збройні сутички між єгипетськими партизанами і британськими військами, всюди проходили демонстрації, що вимагали виведення британців із зони Суецького каналу. Опинившись у складній політичній ситуації, Велика Британія була змушена розпочати переговори з Єгиптом про виведення своїх військ. Проведення мирних переговорів також підтримували США, головний союзник Великої Британії.
Така зміна геополітичної ситуації виявилася невигідною для Ізраїлю, так як в разі виведення іноземних військ із зони Суецького каналу він позбавлявся «буферу» британських сил, що займали позиції між ним та Єгиптом. Це, у свою чергу, відкривало прямий доступ до кордону Ізраїлю та представляло військову загрозу для нього. Ізраїль також стверджував, що виведення військових сил із зони Суецького каналу може спровокувати військові амбіції президента Єгипту Гамаля Абдель Насера щодо Ізраїлю. Потрібно було розірвати мирні переговори і не допустити виведення британських військ. Спочатку Ізраїль намагався вплинути на таку політику, використовуючи дипломатію, але безуспішно.

## Підготовка
До сих пір не встановлено однозначно, хто саме ініціював і віддав наказ про початок операції «Сусанна». Однак до літа 1954 ізраїльська військова розвідка (АМАН) на чолі з Беньяміном Гіблі вже працювала над операцією. Операція ставила перед собою мету проведення серії терактів проти американських і британських громадських установ в Каїрі та Александрії, так щоб підозри вказували на ісламістську групу «Брати-мусульмани». На думку організаторів, теракти спровокували б ескалацію конфлікту між Єгиптом і Великою Британією, що призвело б до зриву інтенсивних мирних переговорів.
Для проведення терактів було вирішено використовувати раніше створену агентуру. Задовго до цих подій спецслужби Ізраїлю вже засилали досвідчених розвідників в Єгипет, де вони успішно формували підпільну мережу з місцевих єгипетських євреїв. Ізраїльський розвідник Аврахам Дар з початку 1950-х рр. працював в Єгипті, де вербував єгипетських євреїв і навчав їх диверсійної діяльності, в тому числі виготовленню листів-бомб. В основному, членами підпільної мережі ставали молоді євреї-сіоністи. У початку 1954 році ізраїльський агент Абрахам Зайденберг під вигаданим ім'ям Пол Френк був відправлений до Єгипту, щоб прийняти на себе командування підпільної мережі з рук Дара. В ході підготовки до терактів практично всі учасники сформованої Зайденбергом групи таємно виїжджали до Ізраїлю, де проходили диверсійну підготовку.
За задумом організаторів, вибухи планувалися влаштувати в громадських місцях: в поштових відділеннях, в американських і британських бібліотеках в Каїрі і Александрії.

## Виконавці
В середині 1950-х років в Єгипті проживало близько 50-55 тисяч євреїв і кілька тисяч караїмів. Караїмом був один з підпільників, Моше Марзук. Відповідно до джерел, що тоді описували ситуацію в Єгипті, положення єгипетських євреїв на початку 1950-х рр. не було важким, воно навіть трохи покращилося після повалення монархії. У країні діяли єврейські школи, синагоги, працював єврейський шпиталь.
Операцію проводили за допомогою терористичної мережі агентів, завербованої з місцевих євреїв. Згодом глава АМАН Біньямін Ґіблі так охарактеризує учасників: «Це були єврейські хлопці з якимось елементом ідеології та з якимось бажанням що-небудь зробити для Держави Ізраїль». У всіх з них були родичі, вбиті погромниками, для впіймання яких уряд не доклав жодних зусиль, або їх сім'ї збідніли в ході прийнятого в 1947 році закону про те, що не менше 75 % службовців компаній повинні були бути єгипетськими громадянами, а громадянство Єгипту мали тільки близько 20 % євреїв. Набагато більше вбитих було в погромах і вуличних заворушеннях.
Список учасників операції:
- Моше Марзук — лікар-хірург Єврейської лікарні в Каїрі, за вироком суду був повішений 31 січня 1955 р.
- Шмуель Азар — професор інженерії з Олександрії, за вироком суду був повішений 31 січня 1955 р[7].
- Філліп Натансон — прямий виконавець теракту, засуджений до довічного ув'язнення. У 1968 році був обміняний на кілька тисяч єгипетських військовополонених.
- Віктор Леві — засуджений до довічного ув'язнення. У 1968 році повинен був бути обміняний на кілька тисяч єгипетських військовополонених в Ізраїлі за умови прохання про помилування. Відмовився просити помилування, наполягаючи на своїй непричетності. Отримав відмову у звільненні, проте був обміняний на полонених декількома тижнями пізніше
- Марселле Нініо (Вікторин Марселле Нініо (Ніньйо)) — уродженка Каїра, учасниця олімпійських ігор від Єгипту, на момент теракту була службовцем в одній з британської компанії в Єгипті, засуджена до 15 років позбавлення волі. У червні 1967 року була звільнена в ході обміну військовополоненими між Ізраїлем і Єгиптом. У 1974 році прем'єр-міністр Ізраїлю Голда Меїр особисто була присутня на весіллі Нініо.
- Роберт Дасса — засуджений до 15 років позбавлення волі.
- Меїр Мейюхас — провів 7 років в ув'язненні і вийшов на свободу в 1962 році.
- Меїр Заафран — провів 7 років в ув'язненні і вийшов на свободу в 1962 році.
- Меїр (Макс) Беннетт — покінчив життя самогубством в ході суду.
- Йозеф Кармона — покінчив життя самогубством в ході суду.

## Теракт і арешти
Перший невеликий вибуховий пристрій вибухнув 2 липня 1954 року в поштовому відділенні Олександрії, що спричинило пожежу.
14 липня 1954 року було приведено в дію легкозаймисті бомби в американських бібліотеках в Каїрі і Александрії, які також спричинили пожежу.
23 липня 1954 року Філліп Натансон був схоплений по дорозі в британський кінотеатр «Ріо» в Олександрії, де він повинен був підірвати саморобну бомбу. Однак бомба вибухнула раніше, прямо в руках Натансона. Він отримав поранення і лежав на землі, хтось в натовпі крикнув «Обережно, у нього може бути ще бомба!». Єгипетський поліцейський відповів: «Не хвилюйтеся, не хвилюйтеся! Ми чекали їх, це ті, які підпалили американську бібліотеку!». Натансона відвезли в лікарню, де після надання йому першої допомоги він тут же був допитаний єгипетськими військовими контррозвідниками. Під час обшуку у Натансона в футлярі для окулярів знайшли вибухівку. Вдома в нього також провели обшук і знайшли фальшиві документи, саморобні вибухові пристрої та фотоплівки із зображенням військових об'єктів, мостів та інших цілей для терористичних, диверсійних актів. Натансон наполягав на тому, що є «комуністом, і наказ про проведення диверсій прийшов з Москви». Згідно ряду джерел, потрібні свідчення були отримані за допомогою катувань. Були заарештовані всі члени мережі Макса Беннета, а через деякий час і він сам. Беннета та інших агентів катували в тому числі колишні нацисти, які працювали в єгипетській контррозвідці, зокрема колишній командир особистої охорони Гітлера і начальник гестапо Варшави Леопольд Глейм, який переховувався в Єгипті під ім'ям аль-Нахер.
Слідом за тим пішли масові арешти, що фактично покінчили з ізраїльською диверсійною мережею в Єгипті. У студента Віктора Леві поліцейські знайшли мініатюрний радіопередавач. Другий радіопередавач виявили в багажнику автомашини доктора Марзука. У решти учасників знайшли карти із зазначеними цілями і навіть ротапринт.
5 жовтня 1954 року в публічному виступі міністр внутрішніх справ Єгипту, Закарія Мухіеддін, заявив, що була викрито підпільну диверсійну групу для саботажів, що складається з 13 єгипетських євреїв.

## Слідство і суд
Судові слухання були відкрито 11 грудня 1954 року і тривали до 3 січня 1955 року.
Під час суду, в своїй заключній промові єгипетський прокурор Фуад аль-Дігві сказав: «Єгипетські євреї живуть серед нас і є синами Єгипту. Єгипет не робить різниці між своїми синами, будь вони мусульманами, християнами або євреями. Так сталося, що обвинувачені є євреями, що живуть в Єгипті, але судимо ми їх, тому що вони вчинили злочин проти Єгипту, хоча вони сини Єгипту».

## Після суду
Двоє терористів, які покінчили життя самогубством під час суду, і двоє повішених за вироком єгипетського суду, вважаються в Ізраїлі «мучениками», в їх честь названі вулиці, сади і квартали. Двоє були відпущені за браком доказів, а решта, просидівши багато років в єгипетській в'язниці, були обміняні на єгипетських військовополонених в 1968 році і переїхали в Ізраїль. У 2005 році в знак визнання їх заслуг в тій операції учасники теракту отримали свідоцтва подяки від президента Ізраїлю Моше Кацава, який назвав їх «героями». Колишні агенти також проводять широку кампанію, щоб розповідь про операцію було включено до шкільних програм і підручників ізраїльських шкіл.

## Припущення про подвійного агента
Згідно Давиду Кімхі, колишньому заступнику голови ізраїльської секретної служби «Моссад», плани Ізраїлю проти Єгипту видав єгипетським спецслужбам один з ізраїльських співробітників Моссада, який був подвійним агентом. Не називаючи імені подвійного агента, Кімхі тільки заявив, що цей агент був виявлений і засуджений на 10 років.
За деякими даними, цим подвійним агентом був Абрахам Зайденберг, який імовірно передав інформацію про ізраїльські плани єгипетської агентурної мережі в Німеччині. Абрахам Зайденберг, відомий також під ім'ям Аврі Ельада, діяв в Єгипті під ім'ям Пол Френк. Зайденберг народився в 1926 році у Відні, Австрія, переїхав до Палестини в 1939 році. Був завербований ізраїльськими спецслужбами в 1952 році. За його першій справі був направлений до Німеччини, де він прийняв вигадану особистість офіцера СС Пола Френка і зміг успішно впровадитися в підпільну мережу колишніх нацистів. На початку 1954 року був засланий до Єгипту для виконання операції. Абрахам Зайденберг був визнаний винним судом Ізраїлю і засуджений до 12 років ув'язнення, термін зменшено до 10 після апеляції його захисників. Після завершення терміну ув'язнення він виїхав в США. Зайденберг ніколи не визнавав себе винним, він помер в 1993 році в Лос-Анджелесі, США. Згідно з деякими коментаторам, «зрада» Зайденберга дозволило запобігти терактам і врятувати життя багатьох невинних цивільних осіб.

## «Справа Лавона»

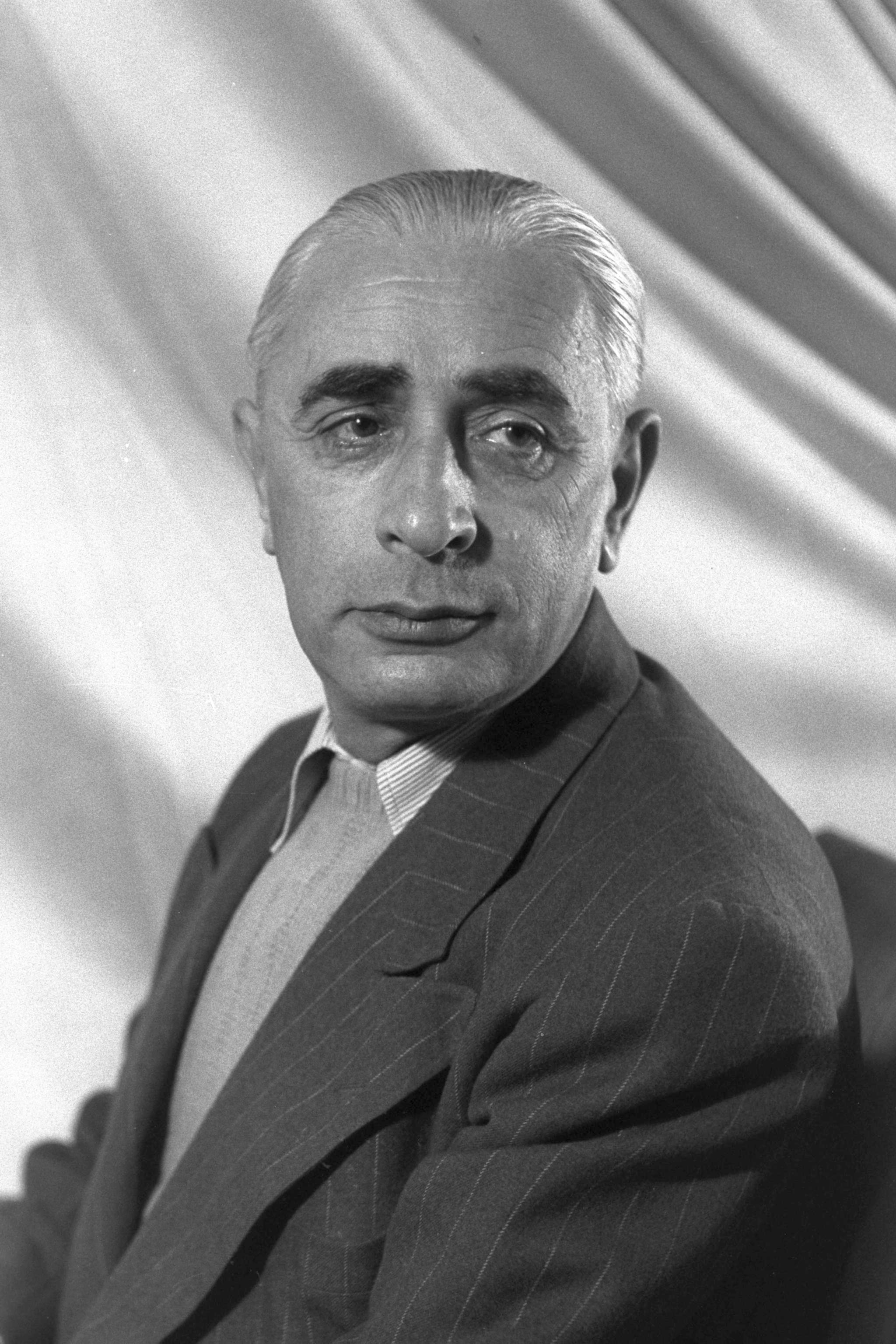
Пінхас Лавон, міністр оборони Ізраїля, стверджував, що не віддав Ґіблі наказ про «Операцію Сусанна».

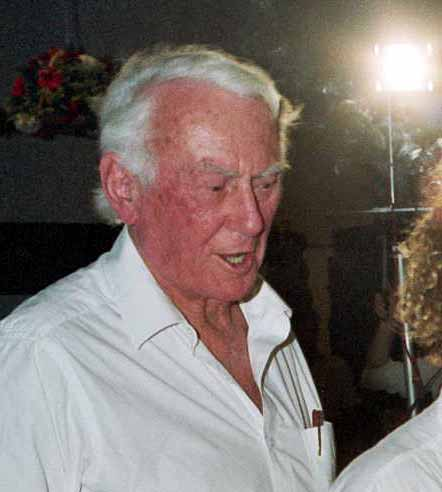
Біньямін Ґіблі, голова АМАН стверджував, що Пінхас Лавон, віддав йому наказ почати «Операцію Сусанна».

З самого початку ізраїльська влада заперечували свою причетність до організації диверсії. Так, наприклад, 13 грудня 1954 року, через два дні після початку суду, прем'єр-міністр Ізраїлю Моше Шарет, виступаючи в Кнесеті, заявив: «Уряд Ізраїлю повністю відкидає помилкові звинувачення, висунуті єгипетськими прокурорами, які прив'язують ізраїльську влада до жахливих вчинків та звинувачують її у змові проти безпеки і свободи міжнародних відносин Єгипту. Ми бачимо в цих безвинних євреїв, які були звинувачені єгипетською владою в найтяжчих злочинах, жертв безпрецедентною ворожості до Держави Ізраїль. Ми закликаємо всіх, хто вірить у світ, стабільність і гуманні відносини між державами, зупинити цю фатальну несправедливість».
Прем'єр-міністр Моше Шарет не був поставлений до відома про операції і назвав єгипетські звинувачення «ганебною наклепом, покликаної зганьбити євреїв в Єгипті». Після того як з'ясувалося, що звинувачення не вигадка, в Ізраїлі вибухнув політичний скандал, [1] було розпочато розслідування, яке тривало багато років і який отримав назву «Справа Лавона» або «Ганебне справа» (Есек біш).
У ході розслідування начальник військової розвідки Біньямін Ґіблі і міністр оборони Пінхас Лавон звинувачували один одного в відповідальності за провал операції. Ґіблі стверджував, що діяв за наказом Лавона, а Лавон заперечував, стверджував, що наказу не було і Ґіблі діяв за його спиною. 2 січня 1955 року Лавон подав у відставку, а Ґіблі був звільнений з посади 7 березня 1955 року. Щодо ступеня відповідальності кожного з них існують дві версії. За першою версією, Ґіблі та Лавон дійсно говорили на цю тему, і міністр оборони дав йому однозначний дозвіл на серію терактів. Версія друга говорить, що Лавон дійсно позитивно поставився до пропозиції, однак ніякого точного і ясного наказу в зв'язку з цим не віддавав.
На сьогоднішній день до сих пір немає певної відповіді на питання про те, хто віддав наказ про операцію.